# Патрік Бейтман
Пáтрік Глéйдсон Бéйтман — головний герой та оповідач роману Брета Істона Елліса «Американський психопат» та його екранізації. Він багатий, заможний япі, інвестор та банкір із Волл-стріт, який веде таємне життя серійного вбивці. Бейтман також частково з'являвся в інших романах Елліса, їх екранізаціях та театральних виставах.

## Біографія
Бейтман на початку «Американського психопата» є 27-річним фахівцем зі злиття і поглинання у вигаданій інвестиційній фірмі «Пірс енд Пірс» на Волл-стріт та живе на проспекті Верхній Вест-Сайд, на 11 поверсі American Gardens Building. Однак у своєму таємному житті Бейтман — серійний вбивця, який вбиває найрізноманітніших людей, включаючи колег, безпритульних і повій. Його злочини — включають зґвалтування, тортури, некрофілію і канібалізм — художньо описані в романі.
Бейтман походить із багатої родини. Його батьки мають будинок на Лонг-Айленді та літній будинок у Ньюпорті. Його батьки розлучилися, коли його мати захворіла та переїхала жити в санаторій. Його батько, який вперше з'явився в попередньому романі Елліса «Правила привабливості», виріс у маєтку в Коннектикуті, а тепер володіє квартирою в готелі «Карлайл» на Мангеттені. Вважається, що він мертвий, оскільки під час роману він згадується лише у минулому часі (проте в екранізації Мері Геррон 2000 року згадується, що батько Бейтмана «практично володіє» компанією, в якій працює Патрік Бейтман, маючи на увазі, що його батько досі живий). Молодший брат Бейтмана, Шон, навчається в коледжі Кемден (і є головним  героєм попереднього роману Елліс "Правила привабливості", в якому вперше був представлений Патрік Бейтман). Бейтман навчався в Академії Філліпса в Ексетері у підготовчій школі. Він закінчив Гарвардський коледж та Гарвардську школу бізнесу та переїхав до Нью-Йорку.
Наприкінці роману Бейтман упевнений, що його ось-ось заарештують за вбивство колеги на ім'я Пол Аллен, тому залишає повідомлення на автовідповідачі свого адвоката, в якому зізнається у своїх злочинах. Однак, коли він стикається зі своїм адвокатом на вечірці, чоловік приймає його за когось іншого і каже йому, що повідомлення про вбивство Пола Аллена, мабуть, було жартом, тому що він зустрічався з Алленом всього декілька днів тому. Бейтман усвідомлює, що покарання та погана слава, яку він бажав, назавжди будуть недосяжними, і що він потрапив у пастку безглуздого існування: «Це не вихід».

## Характер
Як писав Елліс, Бейтман — це стереотипне зображення жадібного япі: багатий, пихатий, залежний від сексу і наркотиків та демонстративного споживання. Всі його друзі настільки схожі, що він часто плутає одного з одним, а вони часто плутають його з іншими людьми. Бейтман насолоджується одержимою деталізацією способу його життя вищого класу, включаючи дизайнерський одяг, розпорядок тренувань, візитки, алкогольні напої, продуману високоякісну стереосистему та звукову систему домашнього кінотеатру. Він заручений з такою ж багатою жінкою на ім'я Евелін Вільямс. У нього є коханка на ім’я Кортні Лоуренс, подруга Луїса Каррутерса, скритого гомосексуала, якого Бейтман зневажає. Він має регулярні зв’язки з повіями, яких він зустрічає в клубах, багато з яких стають його жертвами. Єдина жінка в його житті, до якої він відчуває хоч якісь почуття, це його секретарка Джін. Він відчуває, що вона єдина людина в його житті, яка не є абсолютно поверхневою, тому він не може вбити її. Він мимохідь визнає її «своєю секретаркою, яка в нього закохана» і представляє її в оповіді як людину, з якою він «ймовірно, колись одружиться».
Незважаючи на свій достаток і високий соціальний статус, Бейтман страждає від почуття тривоги та низької самооцінки.  Він вбиває багатьох своїх жертв, тому що вони змушують його почувати себе неповноцінним, зазвичай через те, що вони мають кращий смак, ніж він. Його ненавидять і інші — друзі знущаються над ним, називаючи його «сусідським хлопцем», і люди за межами його соціального кола часто вважають його «відкидом япі».
У Бейтмана часто бувають сумніви щодо власних дій, у нього періодично виникають напади психозу, під час яких у нього виникають галюцинації. Залишається відкритим для тлумачення, чи дійсно Бейтман здійснює дії, які він описує, чи це просто його галюцинації. У кульмінаційний момент історії Бейтман дзвонить своєму адвокату та залишає довге докладне повідомлення, у якому зізнається у всіх своїх злочинах. Пізніше він зустрічає свого адвоката, який приймає його за когось іншого і вважає це зізнання Бейтмана як жарт, стверджуючи, що обідав з однією з його жертв після того, як Бейтман нібито вбив його. Реальність дій Бейтмана залишається відкритою для інтерпретації аудиторії.
Хоча Бейтмен часто стверджує, що він позбавлений емоцій, він також описує моменти надзвичайної люті, паніки чи горя — коли він «був на межі сліз» — часто через тривіальні незручності. Посеред розчленування жертви він зривається, ридаючи і кажучи, що «просто хоче, щоб його любили». Щоб контролювати ці емоції, він приймає психотропи, такі як ксанакс. Він публічно сповідує філософію толерантності, рівності та «традиційних моральних цінностей», оскільки вважає, що це зробить його симпатичнішим, але насправді є лютим расистом, гомофобом і антисемітом. Бейтман компенсує свою тривогу за допомогою одержимого марнославства та особистого догляду з увагою до деталей. Він купує наймодніший, дорогий одяг і аксесуари, щоб забезпечити певний «контроль» над своїми речами. Так само він класифікує людей за тим, у що вони одягнені та як виглядають, оскільки їх легше «зрозуміти» з точки зору ярликів і стереотипів. Квартира Бейтмана також строго контролюється з точки зору зовнішнього вигляду та смаку, з найкращою музикою, їжею та мистецтвом.
Бейтман вбиває без розбору, без обраного типу жертви, націлюючись на будь-яку жінку чи чоловіка, які стають на його шляху, і без послідовного чи бажаного методу вбивства. Протягом усього роману він вбиває чоловіків, жінок, тварин і, в одному випадку, дитину. Бейтман вбиває жінок переважно заради садистського сексуального задоволення, часто під час або відразу після сексу. Він вбиває чоловіків, тому що вони його засмучують, дратують або змушують почуватися неповноцінним. У випадку з дитиною Бейтман хотів побачити, чи сподобається йому це, але виявив, що це незадовільняє його бажання, оскільки смерть дитини вплине на меншу кількість людей, ніж смерть дорослого. Періодично він зізнається у своїх злочинах друзям, колегам і навіть зовсім незнайомим людям, щоб перевірити, чи насправді вони його слухають. Вони або його не слухають, або думають, що він жартує.